# Země nikoho (film, 2001)
Země nikoho (bosensky Ničija zemlja) je koprodukční film, dějově zasazený do času války v Bosně a Hercegovině v 90. letech 20. století. Země nikoho získala Oscara za nejlepší cizojazyčný film roku 2001.
Jedná se o satirický příběh dvou vojáků, bosenského a srbského, uprostřed války v Bosně roku 1993. Bosenský voják Čiki a jeho těžce raněný kamarád se ocitnou se srbským vojákem Ninem v zákopu mezi nepřátelskými liniemi v „zemi nikoho“. Vznikne hádka o to, který z národů rozpoutal válku. Do nastalé situaci se dostanou mezinárodní jednotky sil UNPROFOR i americká televizní reportérka. V průběhu celého filmu Čikiho raněný kamarád leží na nevybuchlé odskočné mině; tomu je věnována i závěrečná scéna filmu.